# Эриксон, Эстрид
Эстрид Эриксон (швед. Estrid Ericson, полное имя Estrid Maria Ericson; 1894—1981) — шведская дизайнер и предприниматель, основатель компании по дизайну интерьеров Svenskt Tenn; известна своими работами из олова.

## Биография
Родилась 16 сентября 1894 года в Эрегрунд лена Уппсала Эстрид родилась в Эрегрунде, но выросла в городе Ю на берегу озера Веттерн. Её родители управляли отелем; после их смерти Эстрид и три её сестры взяли на себя управление компанией.
В возрасте девятнадцати лет, когда Эстрид окончила учёбу, она переехала в Стокгольм и поступила в художественную школу Констфак, где специализировалась на изготовлении выкроек и была одноклассницей художницы по текстилю Тайры Лундгрен. По окончании обучения некоторое время проработала учителем искусств в Ю, после чего Эстрид предложили работу в Шведской ассоциации ремесленников — компании по производству декоративно-прикладных предметов. Она начала работать в отделе дома и мебели.
Затем Эриксон начала работать консультантом по меблировке дома у своей бывшей учительницы Эльзы Гуллберг. Там она познакомилась сот скульптором и декоратором Нильсом Фугстедтом, который впоследствии стал её партнером при основании компании Svenskt Tenn в 1924 году. Это предприятие Эстрид Эриксон создала благодаря небольшому наследству своего отца. Компания была сосредоточена на создании современных декоративных предметов, которые Эриксон разрабатывала самостоятельно, а также вместе с Фугстедтом и ещё двумя другими сотрудниками. Продукция Svenskt Tenn экспонировались на Всемирной выставке 1925 года в Париже, а также на других выставках в Швеции и Европе.

В 1927 году Svenskt Tenn переехала внутри Стокгольма с улицы Smålandsgatan на свое нынешнее место на улице Strandvägen, где у Эстрид Эриксон также была собственная квартира. Компанией Эстрид управляла до 1978 года; сотрудничала с другими шведскими дизайнерами, в частности, с Уно Ореном, Бьёрном Трэгардом, Анной Петрус и Йозефом Франком. Компания Эстрид Эриксон по производству предметов домашнего обихода продолжает функционировать и в настоящее время. В 1975 году был основан фонд её имени.
Умерла 1 декабря 1981 года в Стокгольме. Была похоронена на кладбище Hjo Kyrkogård города Ю одноимённой коммуны.
В 2010 году Джоном Торнбладом и Йоханом Фогельстрёмом был снят документальный фильм ESTRID о жизни Эстрид Эриксон в Ю в 1920-е годы.